# George Elphinstone, 1. vikomt Keith
George Keith Elphinstone, 1. vikomt Keith (George Keith Elphinstone, 1st Viscount Keith, 1st Baron Keith of Stonehaven Marischal, 1st Baron Keith of Banheath) (7. ledna 1746, Stirling, Skotsko – 10. března 1823, Tulliallan Castle, Irsko) byl britský admirál a významný námořní vojevůdce přelomu 18. a 19. století. Pocházel ze staré skotské šlechty, u námořnictva sloužil od roku 1761. Vynikl především ve válkách s Francií, dobytím Mysu Dobré naděje v roce 1795 významně přispěl k rozšíření britské koloniální říše v jižní Africe, koncem 18. století byl vrchním velitelem ve Středomoří. V dobách míru byl aktivním členem Dolní sněmovny, od roku 1801 s titulem barona zasedal ve Sněmovně lordů, v roce 1801 zároveň dosáhl hodnosti admirála. V aktivní službě na moři pokračoval i během napoleonských válek, v roce 1814 získal titul vikomta.

## Kariéra

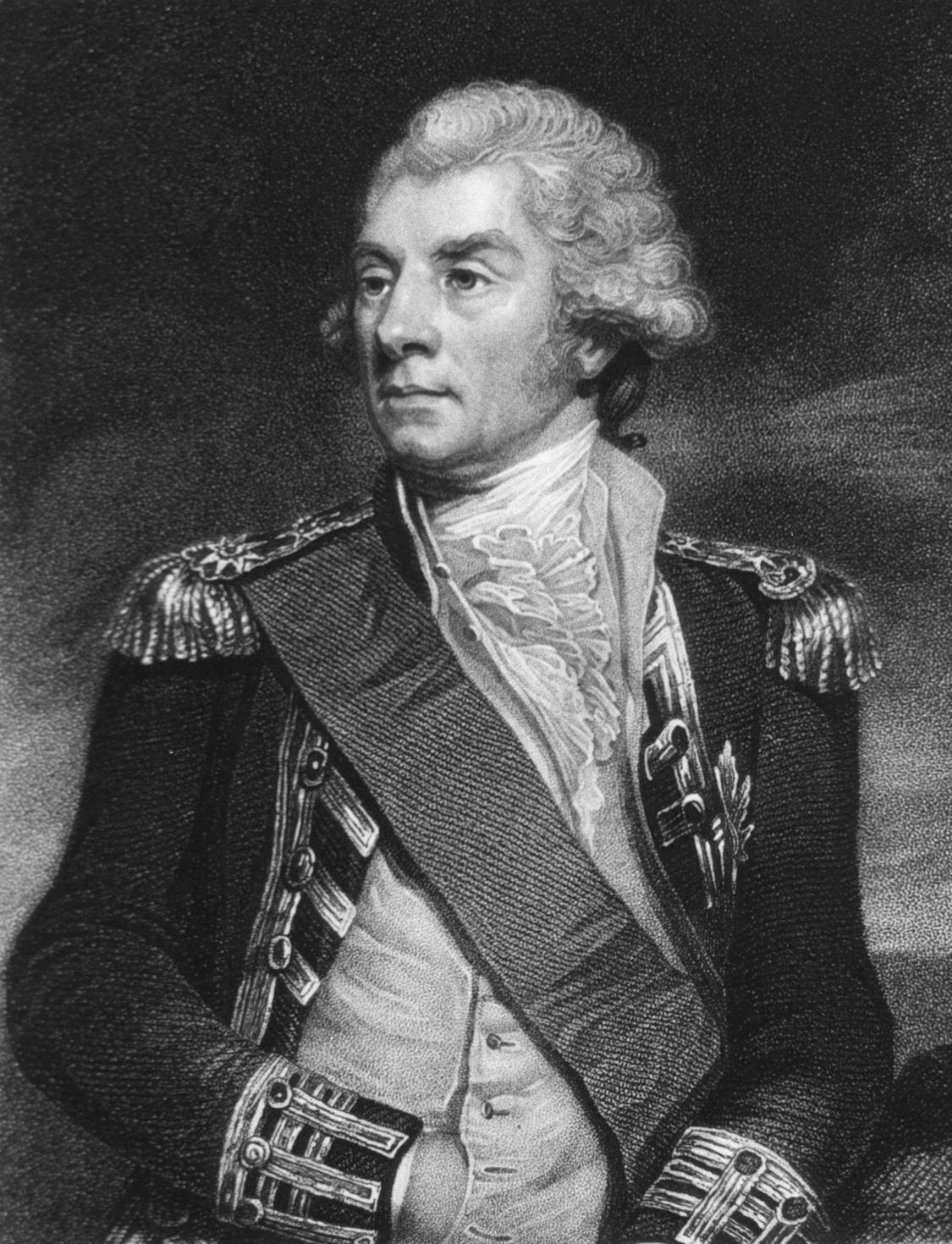
Portrét admirála Keitha z konce 18. století

Byl potomkem staré skotské rodiny Elphinstone, narodil se na zámku Stirling Castle. Pocházel z početné rodiny Charlese Elphinstone, 10. barona Elphinstone (1711–1781), a jeho manželky Clementine Flemingové (1719–1799), z dvanácti dětí byl pátým synem. Po vzoru dvou starších bratrů vstoupil do královského námořnictva (1761) a pod velením Johna Jervise se zúčastnil závěru sedmileté války. Později podnikl plavbu do Indie ve službách Východoindické společnosti (1767). V roce 1775 byl povýšen na kapitána a vynikl v závěru války proti USA. V letech 1781–1790 byl poslancem Dolní sněmovny, patřil ke straně whigů. V dobách míru zastával také čestné hodnosti ve Skotsku a mimo jiné působil i u dvora, byl pokladníkem a finančním inspektorem domácnosti vévody z Clarence. Za válek s revoluční Francií vstoupil znovu do aktivní služby a pod velením Samuela Hooda se vyznamenal při dobytí Toulonu, v roce 1794 dosáhl hodnosti kontradmirála, téhož roku obdržel Řád lázně.
V hodnosti viceadmirála (1795) byl vyslán do jižní Afriky proti nizozemským koloniím a dobytím Mysu Dobré naděje založil dlouholetou britskou nadvládu v této oblasti (do roku 1796 zde byl vrchním velitelem). Poté krátce pobýval v Indii a po návratu na britské ostrovy byl pověřen potlačením námořních vzpour v přístavech v jižní Anglii. Za to v roce 1797 získal titul barona Keitha s peerstvím v Irsku, mezitím byl znovu zvolen do Dolní sněmovny (1796–1801), kde zastupoval rodné skotské hrabství Stirlingshire. Místo nemocného admirála Jervise byl pověřen vrchním velením ve Středomoří (1799–1802) a vedl pronásledování francouzského loďstva do Egypta. Do této doby spadají kompetenční problémy s Horatiem Nelsonem, který jako jeho podřízený příliš neuznával Keithovu autoritu. Keith v roce 1801 za Británii podepsal kapitulaci Alexandrie, čímž byla ukončena francouzská okupace Egypta. V návaznosti na to byl povýšen do hodnosti admirála, současně získal titul barona s britským peerstvím a vstoupil do Sněmovny lordů (1801). V roce 1803 obdržel další titul barona Keitha z Banheathu určený jako dědičný pro jeho dceru.
V roce 1803 byl krátce velitelem v Plymouthu, po obnovení válečného stavu s Francií byl jmenován vrchním velitelem v Severním moři (1803–1807), později byl vrchním velitelem v Lamanšském průlivu (1812–1814). V těchto funkcích se během napoleonských válek snažil především o ochranu britských obchodních zájmů za kontinentální blokády. V roce 1814 získal britský titul vikomta a po bitvě u Waterloo organizoval deportaci císaře Napoleona na ostrov Sv. Heleny. V roce 1815 získal velkokříž Řádu lázně, byl také rytířem Řádu sv. Mořice a Lazara
V závěru života sídlil na zámku Tulliallan Castle v Irsku, který byl postaven v letech 1812–1820 na základech původního zchátralého hradu. Výstavba byla financována z Keithových válečných kořistí a mimo jiné na ní pracovali francouzští zajatci. Zámek se ve správě Keithovy druhé manželky Hester stal významným společenským centrem.

## Rodina

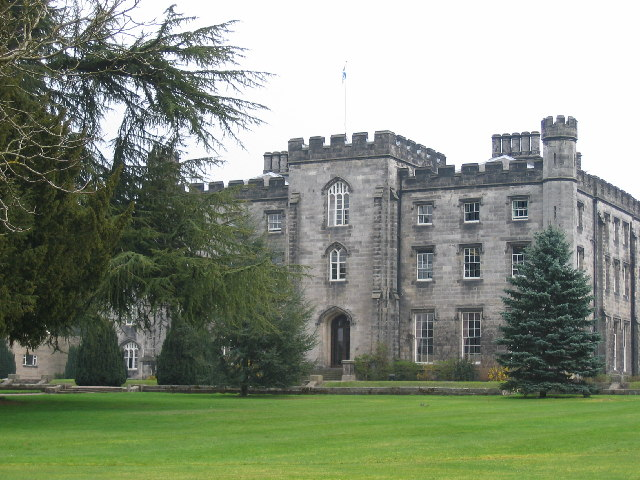
Zámek Tulliallan Castle (Irsko), hlavní sídlo admirála Keitha

Jeho první manželkou byla Jane Mercer (1764–1789), jediná dcera a dědička plukovníka Williama Mercera. Dvacet let po ovdovění se v roce 1808 podruhé oženil s Hester Thrale (1764–1837), která patřila k jedné z nejbohatších rodin podnikajicích v pivovarnictví. Z prvního manželství pocházela dcera Margaret (1788–1867), která se proti otcově vůli provdala za napoleonského generála Flahauta. Po otci zdědila titul baronky Keithové z Banheathu, později ještě prostřednictvím příbuzenstva své matky převzala v roce 1837 titul baronky Nairne. Baronát Nairne přešel sňatkem její dcery Emily do rodu Petty-Fitzmaurice. Keithova mladší dcera Georgiana (1809–1892) z druhého manželství se provdala do rodiny Villiersů v linii hrabat z Jersey.
Keithův starší bratr William Fullarton-Elphinstone (1740–1834) sloužil původně u námořnictva a později byl dlouholetým členem ředitelstva Východoindické společnosti. Sestra Eleanor (1747-1800) se provdala za významného skotského právníka a dlouholetého poslance Sira Williama Adama. Z jejich potomstva vynikl admirál Charles Adam (1780–1853) a generál Frederick Adam (1784–1853).